# Jordan Faucher
Jordan Faucher (Créteil, 6 november 1991) is een Frans-Algerijns voetballer die als aanvaller speelt. Hij speelde van juli 2012 tot 2015 bij Antwerp. Vanaf augustus 2020 komt hij uit voor Waasland-Beveren

## Clubcarrière
Faucher komt uit de jeugdopleiding van FC Metz. Op 9 juni 2010 verliet Faucher FC Metz voor een avontuur bij Tours. Op 17 december 2010 maakte hij zijn profdebuut voor Tours in de Ligue 2 tegen Nîmes Olympique. Hij viel in na 73 minuten. Vier dagen later scoorde hij zijn eerste profdoelpunt tegen Angers SCO. In juli verliet hij de club. In november 2011 tekende hij bij de Belgische derdeklasser RFC Tournai. Op 10 juni 2012 maakte Antwerp bekend dat het zich versterkt had met de jonge Franse aanvaller. Hij tekende een contract voor drie seizoenen. Op 17 november 2012 scoorde hij zijn eerste doelpunt voor The Great Old op de Bosuil tegen Sint-Truiden. Nadat Omar Bennassar Antwerp eerder op voorsprong bracht, verdubbelde Faucher de voorsprong voor de Antwerpenaren op aangeven van Joren Dom. Op 10 augustus 2013 scoorde hij een hattrick in een 2-7 zege op het veld van KSK Heist.

## Trivia
Hij is het neefje van voormalig Algerijns international Fathi Chebal, die actief was op het WK 1986 in Mexico.
1 Reus ·
4 Bateau ·
5 Luiz ·
6 Dicke ·
7 Kerrigan ·
8 Servais ·
9 Ola-Adebomi ·
10 Limbombe ·
11 Michiwaki ·
13 Khatir ·
15 Wuytens ·
16 Deman ·
18 Dewaele ·
20 Dassy ·
21 Jans ·
23 Fall ·
24 Moustapha ·
30 Corryn ·
32 Filipovic ·
34 Abrahams ·
43 Coopman ·
77 Ertürk ·
78 Van Hecke ·
84 Lusamba ·
92 Mertens ·
Brüls ·
Coach: Reedijk